# باشگاه فوتبال پلیس یونایتد
باشگاه فوتبال پلیس یونایتد (انگلیسی: Police United F.C.) یک باشگاه فوتبال از تایلند است که در شهر بانکوک ناحیه تایلند مرکزی قرار دارد. 